# Rybolovná technika
Rybolovná technika (RT), také casting sport, je souhrnné označení pro několik disciplín sportovního rybolovu. Tento sport vychází z potřeby rybáře zasáhnout cíl nebo dohodit nejdále. První mistrovství světa se konalo v německém Kielu v roce 1957.

## Současné disciplíny
V současnosti (rok 2017) má rybolovná technika podle mezinárodního řádu devět disciplín pro muže a sedm pro ženy (pro lepší orientaci ve výsledcích jsou zde uvedené i anglické termíny).
| Označení | Disciplína                         | Anglicky                          | Poznámky |
| -------- | ---------------------------------- | --------------------------------- | -------- |
| D1       | Muška na cíl                       | Fly Accuracy (skish)              |          |
| D2       | Muška dálka jednoruč               | Fly Distance Single Handed        |          |
| D3       | Zátěž arenberg (zátěž na přesnost) | Spinning Accuracy Arenberg Target |          |
| D4       | Zátěž na cíl                       | Spinning Accuracy                 |          |
| D5       | Zátěž dálka jednoruč               | Spinning Distance Single Handed   |          |
| D6       | Muška dálka obouruč                | Fly Distance Double Handed        | muži     |
| D7       | Zátěž dálka obouruč                | Spinning Distance Double Handed   | muži     |
| D8       | Multi na cíl                       | Multiplier Accuracy               |          |
| D9       | Multi dálka obouruč                | Multiplier Distance Double Handed |          |

- Pozn.: užívají se i další termíny, jako např. Moucha dálka jednoruč či Moucha na dálku obouruč, Zátěž do dálky jednoruč.

Dále je vyhlašováno pořadí
| Hodnocení | Anglicky                   | Muži   | Ženy        |
| --------- | -------------------------- | ------ | ----------- |
| Pětiboj   | Pentathlon                 | D1-D5  | D1-D5       |
| Sedmiboj  | Heptathlon / Allround      | D1-D7  | D1-D5,D8,D9 |
| Devítiboj | Allround                   | D1-D9  | —           |
| Družstva  | Pentathlon-Team-Evaluation | 4 muži | 2 ženy      |

- pozn.: na mistrovství světa národní svazy nominují maximálně 6 mužů a tři ženy

## Česká stopa
Mimo jiné úspěchy na mezinárodních závodech získali čeští rybáři několik medailí, včetně zlatých, na Světových hrách. Mnoho titulů a několik stovek medailí získali jak muži, tak i ženy na mistrovství světa a Evropy.